# Tomás Cabezas
Tomás Cabezas fue un librero español de mediados del siglo XVII.
En su establecimiento de Zaragoza editó muchas obras curiosas, entre ellas Modo fácil y nuevo para perfeccionarse los maestros en la destreza de las armas por don Luis Pacheco de Narváez, maestro de armas del rey (Zaragoza, 1658)